# 大名ぎょうれつ
「大名ぎょうれつ」（だいみょうぎょうれつ）は、1996年12月 - 1997年1月に、NHKの音楽番組『みんなのうた』で放送された楽曲。作詞：小黒恵子、作曲：田中星児、編曲：秋元直也、歌：田中星児。

## 概要
蟻の行列を大名行列に見立て、書かれた楽曲。
歌詞には、蟻たちが住んでいる「働く国」での仕事に疲れたため、行列を従え、「遊びの国」への都がえを行なった蟻の殿様と家来たち。「遊びの国」では、城で宴会を催すが、食事も全て食べ尽くし、家来たちが砂糖で出来た御殿の柱をかじり出して、城が崩れ出す。砂糖の天井も落下してみんな逃げ出し、また行列を従えて「働く国」へ逆戻りするとの顛末が描かれている。
『みんなのうた』のテレビ放送で使用されたアニメーション映像の製作は前田昭が担当した。
田中星児の『みんなのうた』出演は9作目となる。また田中は作曲も担当、田中の作曲した曲は4作目となる。
同番組での本放送終了後は、2011年4月の『みんなのうたスペシャル 年代別セレクション（1990年代セレクション）』で放送。
また、2013年12月 - 2014年1月に17年ぶりに通常時間枠で再放送、2018年12月 - 2019年1月にはラジオのみで再放送された。
2021年12月には『太陽の子どもたち』・『こだぬきポンポ』・『オランガタン』と合わせてメドレーで放送、前2曲はワンコーラス、『オランガタン』はフルコーラスで放送した。